# دراغانو
دراغانو هي بلدية تقع في إقليم أرجيش في رومانيا.